# Cricotopus infuscatus
Cricotopus infuscatus är en tvåvingeart som först beskrevs av Malloch 1915.  Cricotopus infuscatus ingår i släktet Cricotopus och familjen fjädermyggor. Inga underarter finns listade i Catalogue of Life.